# Leopold Gassmann

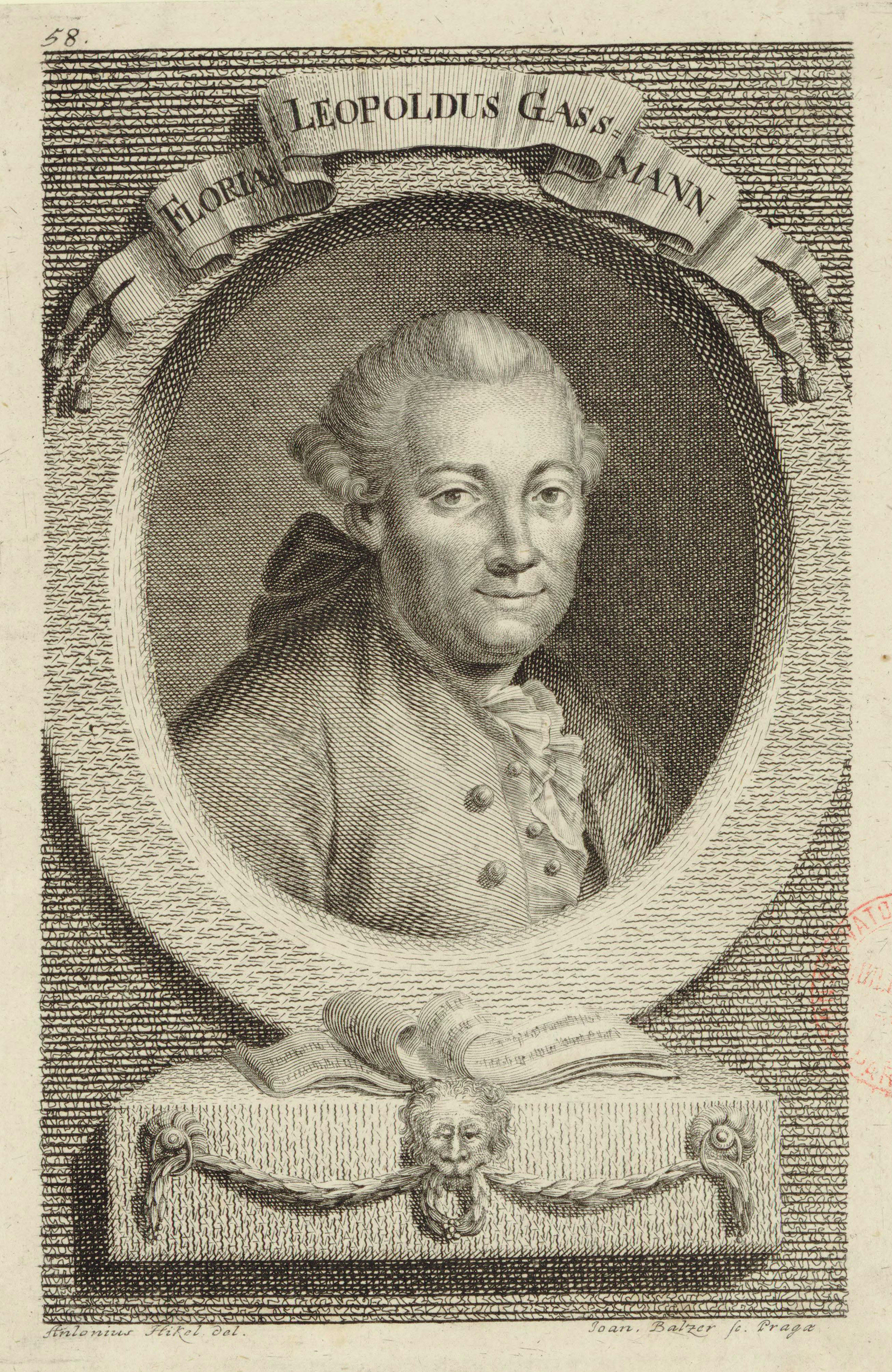
Leopold Gassmann

Florian Leopold Gassmann (Brüx, sinds 1945 Most, 3 mei 1729 – Wenen, 20 januari 1774) was een Boheems componist. Hij is bekend geworden door zijn werk in Wenen, onder andere als balletcomponist. In 1766 nam hij Antonio Salieri mee naar Wenen en werd zijn leermeester.
In Bohemen genoot hij in zijn jeugd onderwijs bij Johann Vorobil. Rond 1742 vertrok Gassmann naar Italië en was enige tijd leerling van Padre Martini te Bologna. Hierna trok hij verder naar Venetië. Hier schreef hij onder meer zijn opera Merope (1757); tot 1762 zou hij er jaarlijks een opera verzorgen. Het succes dat hij hiermee behaalde, klonk door tot in Wenen, zodat in 1764 kamercomponist van keizer Jozef II en opvolger van Christoph Willibald Gluck aan het Weense theaterorkest werd. In 1772 werd Gassmann hofkapelmeester aan het Weense hof. Hij kwam twee jaar later door een verkeersongeluk om te leven.
Leopold Gassmann schreef meer dan 50 symfonieën, 25 opera's en vele werken op het gebied van de sacrale muziek en kamermuziek. Met zijn muziek kondigt Gassmann de Wiener Klassik aan.
- Bibsys: 90288038
- Biblioteca Nacional de España: XX884462
- Bibliothèque nationale de France: cb148534886 (data)
- Gemeinsame Normdatei: 118869442
- International Standard Name Identifier: 0000 0001 1022 5885
- Library of Congress Control Number: n81086844
- MusicBrainz: ee99e304-e349-4db9-b36d-c5c865028a93
- Nationale Bibliotheek van Tsjechië: jn20000601712
- Nationale bibliotheek van Australië: 35101674
- Nationale Bibliotheek van Israël: 987007277987905171
- Nederlandse Thesaurus van Auteursnamen: 09650370X
- Système universitaire de documentation: 080007392
- Trove: 826871
- Virtual International Authority File: 22409342
- WorldCat: E39PBJhdbpMvVw4CGPGyV9xVYP